# Pīr Ānjokh
Pīr Ānjokh (persiska: پيرانجوق, پیر آنجخ, Pīrānjūq) är en ort i Iran.   Den ligger i provinsen Västazarbaijan, i den nordvästra delen av landet, 600 km väster om huvudstaden Teheran. Pīr Ānjokh ligger 1 829 meter över havet och antalet invånare är 632.
Terrängen runt Pīr Ānjokh är kuperad åt sydväst, men åt nordost är den platt. Runt Pīr Ānjokh är det ganska tätbefolkat, med 185 invånare per kvadratkilometer. Närmaste större samhälle är Jūjahī, 8,4 km sydväst om Pīr Ānjokh. Trakten runt Pīr Ānjokh består i huvudsak av gräsmarker.